# Alexandrinenquelle

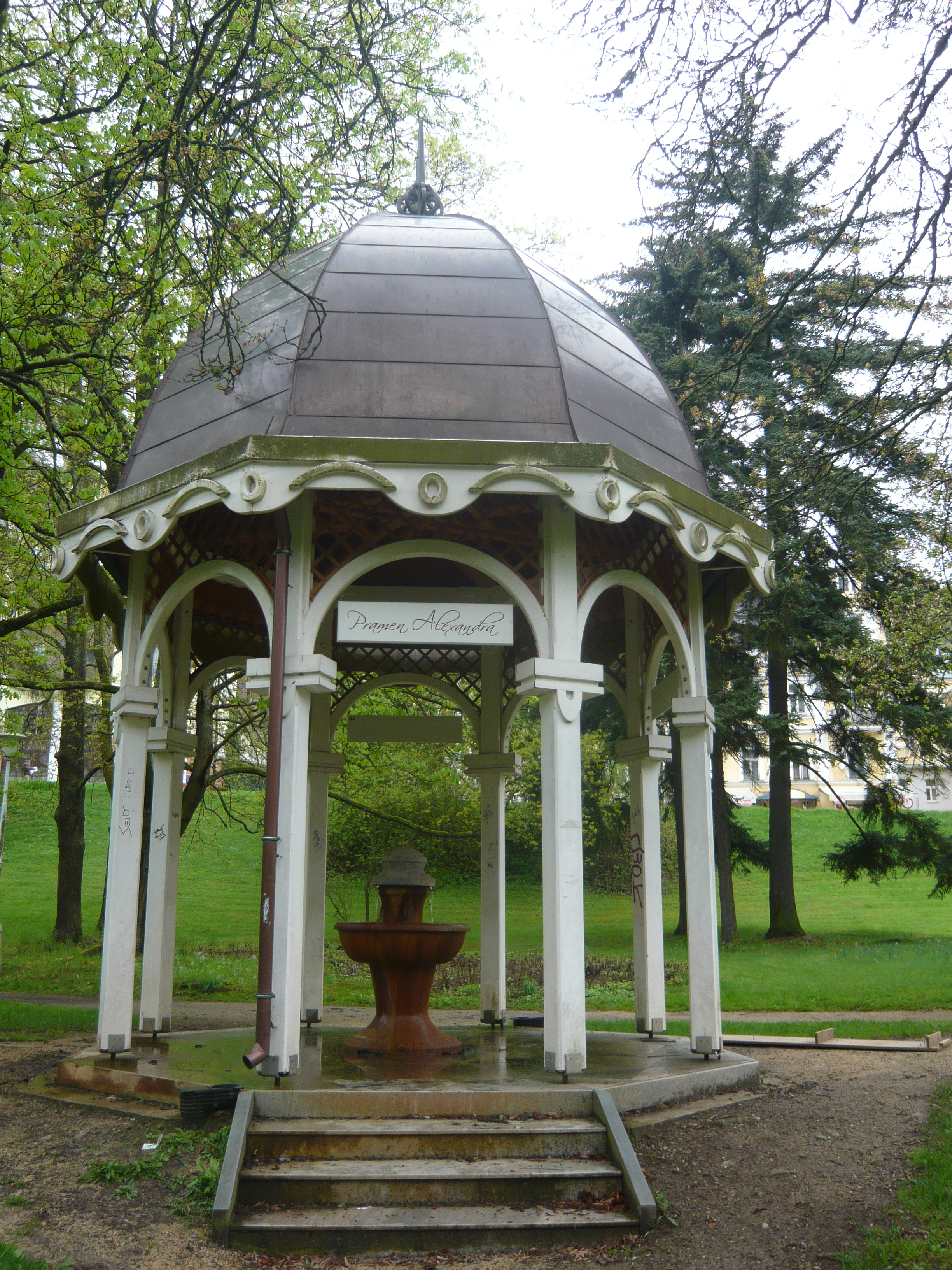

Die Alexandrinenquelle (tschechisch Alexandřin pramen), heute meist als Alexandraquelle bezeichnet, ist eine der warmen Quellen in Marienbad, die als Heilquellen den Ort zu einem Kurort im Westböhmischen Bäderdreieck in Tschechien machten.

## Lage
Die Quelle befindet sich im Kurpark östlich der Ferdinandquelle im nördlichen Bereich des Kurparks wenige Meter westlich des kleinen Auschowitzer Bachs der das Tal von Marienbad durchzieht. Direkt daneben befand sich die ehemalige Alfredquelle, die um 1900 in einer Erweiterung am Holzpavillon der Alexandrinenquelle eingebaut war und später erlosch. Postkarten von 1906 zeigen noch beide Quellen unter dem damaligen Pavillon vereint.

## Beschreibung
Das Wasser dieser eisenreichen alkalisch-salinischen Quelle wird als Heilwasser getrunken und für Bäder benutzt. Die Alexandrinenquelle wurde 1872 entdeckt, 1873 im Auftrag und beim Bau der Nordwestlichen Bank in Betrieb gebracht. Sie war von 1877 bis 1921 im Besitz des Stiftes Tepl und wurde ab 1921 verstaatlicht. Die Quelle wurde 1877/1878 gefasst und mit einem Brunnenhäuschen versehen. 1900 wurde die Quellflüsse der Alexandrinenquelle freigelegt, neu gefasst und erneut chemisch analysiert, dabei wurde die Alfredsquelle als eigene Quelle abgetrennt.
Medizinalrat Kisch beschrieb die neuentdeckte Quelle 1875 im Jahrbuch für Balneologie als „vollkommen klar, farblos und geruchlos, hat einen angenehm säuerlichen, mildsalzigen, etwas zusammenziehenden Geruch“.
Das Wasser hatte beim Quellaustritt eine Temperatur von 9 Grad bei normaler Lufttemperatur und einen Quellfluss von weniger als fünf Liter pro Minute. Chemischer Hauptbestandteil ist gelöstes Glaubersalz, aber nur etwa ein Drittel des im Ferdinandsbrunnen (heute Ferdinandsquelle) enthaltenen Mengenanteils. Chemische Zusammensetzung und Geschmack sind heute der Rudolfquelle ähnlich. Kisch setzte die Andrinenquelle 1875 in der Zusammensetzung dem Kreuzbrunnen gleich und benennt die Alexandrinenquelle als einen „in jeder Richtung milden Kreuzbrunnen“.

## Zusammensetzung
- Magnesium: 72 mg/l
- Kalzium: 91,8 mg/l
- Natrium: 1430 mg/l
- Bikarbonat: 1654 mg/l
- Sulfat: 1630 mg/l
- Chlorid: 601 mg/l

- Mineralisierung (Anteil gelöster Mineralien): 5497 mg/l

- Kohlendioxid: 3750 mg/l[8]

Die Zusammensetzung hat sich damit im Vergleich zu den chemischen  Ursprungsuntersuchungen von Lerch in Prag kurz nach der Entdeckung und vor 1875 nur geringfügig geändert.
Das Heilwasser der Quelle mit seinem höheren Natrium- und Sulfatgehalt wird vorwiegend bei Erkrankungen des Verdauungsapparates im Magen- und Darmtrakt und bei Blutarmut empfohlen.